# E. A. Mario
E. A. Mario, seudónimo de Giovanni Ermete Gaeta (Nápoles, Italia, 5 de mayo de 1884 - Ib., 24 de junio de 1961), fue un poeta, escritor y músico italiano. Su sobrenombre artístico estaba formado por la E de Ermes (su primer seudónimo), la A de Alessandro (nombre de pila de Alessandro Sacheri, jefe redactor del periódico Il Lavoro de Génova) y Mario por el seudónimo de la escritora polaca Maria Clarvy, que dirigía el periódico Il Ventesimo de Bérgamo.
Autodidacta, consiguió el éxito precoz con la canción Cara mammà. Al principio sólo componía la letra, pero enseguida decidió componer también la música. Son famosas sus canciones tanto en italiano como en napolitano (Santa Lucía, Vipera, Balocchi e profumi, Maggio, si' tu, Funtana all'ombra, Canzona appassiunata e Io 'na chitarra e 'a luna) aunque su canción más notable fue La canzone del Piave (1918). Se le considera uno de los mayores exponentes de la canción napolitana de la primera mitad del siglo XX.
Es también autor de una ópera teatral, de varios volúmenes de versos y de algunos libretos de ópera.